# John Gideon Millingen
John Gideon Millingen, född den 8 september 1782 i London, död där 1862, var en engelsk läkare. Han var bror till James Millingen.
Millingen gjorde sig känd i England både som läkare och fruktbar belletristisk författare.